# Appello per abuso
L'appello per abuso era un antico istituto giuridico che attribuiva al re di Sicilia il diritto di modificare le decisioni dei vescovi dell'isola.

## Storia
Nell'antico diritto, il re di Sicilia era anche legato papale. La situazione nacque ai tempi in cui i Normanni avevano provveduto alla riconquista dell'isola, strappandola ai Saraceni, ed apparivano come il baluardo della cristianità. Nasceva la Monarchia Sicula: il re era monarca nel senso che in lui si sommavano i poteri civili e quelli religiosi di legato papale.

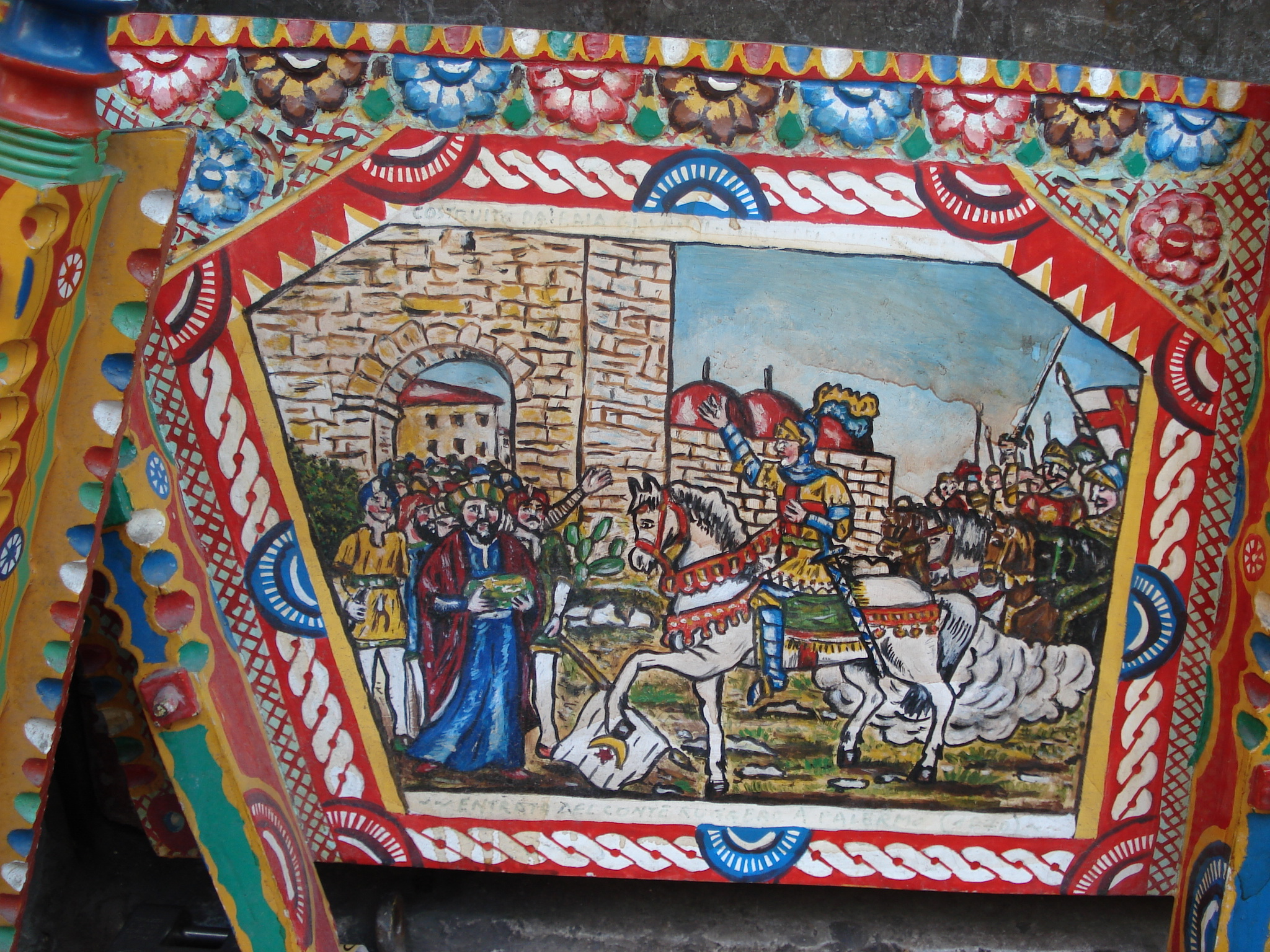
Entrata di Ruggero I a Palermo

Un piccolo episodio locale, a fine Seicento, fece diventare l'appello per abuso il centro delle lotte fra stato e chiesa: alcuni esattori di imposte avevano sottoposto al tributo del plateatico un sacco di ceci che gli incaricati del vescovo di Lipari volevano vendere sulla piazza del mercato. Il vescovo, che riteneva lesi i suoi antichi privilegi, reagì imponendo la scomunica.
Contro di essa fu fatto ricorso al re, che eliminò la scomunica mediante il ricorso al suo diritto di decidere sugli appelli per abuso delle sentenze ecclesiastiche. Il papa a sua volta, intervenne negando validità all'intervento regio, in materia religiosa. Dall'altra parte tutta una corrente di pensiero (i Regalisti) rivendicò allo Stato il diritto esclusivo di decidere sulla questione originaria che era una gabella di diritto civile.
Cambiarono le dinastie: il regno di Sicilia in pochi anni passò dalla corona spagnola (prima gli Asburgo di Spagna, poi i Borboni di Spagna), ai Savoia, agli austriaci (Asburgo d'Austria), ai Borbone-Napoli, ma il contrasto continuò e fu appianato solo dopo molti anni.
Anche nel Sillabo rimase una eco delle antiche discussioni "regaliste" e una proposizione espressamente condannava l'Appello per abuso.
Un riferimento letterario di questi avvenimenti si ha in un'opera di Leonardo Sciascia, che ricavò da essi materia della sua Recitazione della controversia liparitana dedicata ad A.D..
La legge delle guarentigie all'articolo 17 abolì definitivamente la possibilità di ricorrere ad un giudice dello stato sui provvedimenti delle autorità ecclesiastiche in materie spirituali.

## Monarchia spagnola
Un istituto analogo collegato al Patronato regio, spettava al Re di Spagna, per quello che riguardava i possessi coloniali in Sud America, che aveva il nome di Recurso de fuerza. Una sua tarda applicazione nell'Ottocento avvenne in Cile, con forti contrasti tra fautori dello stato laico e conservatori cattolici.